# Mezőtárkány, Heves
Mezőtárkány  este un sat în districtul Füzesabony, județul Heves, Ungaria, având o populație de 1.619 locuitori (2011). 

## Demografie
Componența etnică a satului Mezőtárkány
     Maghiari (86,29%)
     Romi (12,5%)
     Alții (1,21%)
Componența confesională a satului Mezőtárkány
     Romano-catolici (60,1%)
     Fără religie (11,06%)
     Reformați (3,77%)
     Necunoscută (23,16%)
     Alte religii (2,78%)
Conform recensământului din 2011, satul Mezőtárkány avea 1.619 locuitori. Din punct de vedere etnic, majoritatea locuitorilor (86,29%) erau maghiari, cu o minoritate de romi (12,5%).  Din punct de vedere confesional, majoritatea locuitorilor (60,1%) erau romano-catolici, existând și minorități de persoane fără religie (11,06%) și reformați (3,77%). Pentru 23,16% din locuitori nu este cunoscută apartenența confesională.